# Ulla Kåge
Ulla Kåge, född Olga Ulrikke von Magius 27 november 1901 i Köpenhamn i Danmark, död 5 september 2003, var en svensk-dansk manusförfattare.
Hon var sedan 1927 gift med skådespelaren och regissören Ivar Kåge. Hon var mor till Bodil Kåge. De är begravda på Norra begravningsplatsen utanför Stockholm.

## Filmmanus
- 1935 – Kanske en gentleman
- 1950 – Kanske en gentleman